# Herbert Floss
Erich Herbert Floss, även Herbert Floß, född 25 augusti 1912 i Reinholdshain, död 22 oktober 1943 i Zawadówka, var en tysk SS-Oberscharführer. Under andra världskriget var han verksam inom Operation Reinhard, förintelsen av Generalguvernementets judiska befolkning. I förintelselägret Treblinka var han ansvarig för kremeringen av de ihjälgasades lik. Han var även stationerad i Bełżec och Sobibór.

## Död
En dryg vecka efter upproret i Sobibór skulle Floss per tåg beledsaga en grupp ukrainska vakter från lägret till Lublin. Under resans gång övermannades Floss och sköts ihjäl.